# 카베리강
카베리강(칸나다어: ಕಾವೇರಿ ನದಿ, 타밀어: காவிரி ஆறு)은 인도의 카르나타카주 및 타밀나두주에 흐르는 강이다. 카베리 강은 카르나타카주 콘다구구 서자트의 평균 해발 1,341 m인 브라흐마기리에 있는 탈라카베리에서 발원하여 약 800 km를 흘러 벵골만으로 흘러들며, 마일라두투라이 지역의 품푸르에서 바다로 빠진다. 카베리강은 고다바리강과 크리슈나강에 이어 남인도에서 세 번째로 긴 강이자 타밀나두주에서 가장 긴 강이며, 흐르는 과정에서 타밀나두를 남북으로 양분한다. 카베리강은 남인도 사람들에게 신성한 강으로 여겨졌는데, 힌두교에서 큰 존경을 받던 카베리강은 여신 카베리암마로 의인화되며 숭배되었다. 카베리는 또한 인도의 7대 성스러운 강 중 하나이다.
카베리강은 타밀나두주 농업에 유용하게 이용된다. 카베리강은 수세기 동안 남인도의 관개 농업을 지원하는 동시에 남인도의 고대 왕국과 현대 도시의 생명줄 역할을 하였으며, 강물에 대한 접근은 수십 년 동안 인도 국가들을 서로 경쟁하게 만들었는데, 이에 대한 내용은 타밀 상암 문헌에 많이 기술되어 있다.  카베리 강 삼각주는 인구 밀도가 높은 삼각주이다. 이 삼각주는 벵골만에서 형성된 열대성 저기압의 영향을 자주 받는다.